# Адагум (река)
Адагум (Адыкум, Адагим, Атакума, Атагум; адыг. Атӏэкӏумэ) — река в Краснодарском крае России, левый приток Кубани. Длина реки — 66 км, площадь водосборного бассейна — 336 км².
Начинается от слияния рек Баканка и Неберджай, которые в свою очередь начинаются на северных склонах Маркотхского хребта. Питание смешанное, с преобладанием дождевого. Адагум ранее имел разветвлённую сеть многочисленных притоков. Сейчас река лишилась их, поскольку значительную часть его бассейна заняло Варнавинское водохранилище, в которое она впадает.
Для водного режима реки характерна межень (вплоть до пересыхания) летом. После сильных дождей в горах выходит из берегов. В частности, в ночь на 7 июля 2012 года вследствие больших ливней на реке в районе Крымска произошло сильнейшее наводнение, из-за которого погибли свыше 160 человек, пострадало или лишилось имущества несколько десятков тысяч. Для сбора паводковых вод в русле реки построено Варнавинское водохранилище. Ниже водохранилища река канализирована и называется Варнавинский сбросной канал. Впрочем, от реки остался небольшой участок русла после водохранилища — рядом с Варнавинским сбросным каналом.
По данным В. Н. Ковешникова и Дж. Кокова, название происходит от тюрк. ада (остров) и тюрк. кум (песок) — «песчаный остров» (возможно, от абх. адагуа («глухой») или осет. адаг — «балка»). По версии К. Х. Меретукова, в основу могло лечь название цветка мака (адыг. Атӏэкӏум). Также «адагумом» до Кавказской войны у адыгов назывался округ племени натухаджей. Во время окончания войны на реке впервые была применена артиллерия со стороны адыгов.